# 김시헌
김시헌(金時獻, 1560년 ~ 1613년)은 조선의 문신이다. 자는 자징(子徵), 호는 애헌(艾軒)이며, 본관은 (구)안동(安東)이다. 김제갑의 장남이다.

## 생애
1588년(선조 21) 식년문과(式年文科)에 장원으로 급제하여 검열(檢閱) · 사간(司諫) · 전한(典翰) · 정언(正言) · 사인(舍人) · 겸보덕(兼輔德) · 집의(執義) 등을 역임하고, 1597년 동부승지·우부승지·충청도 관찰사를 거쳐 대사성에 올랐다. 그 후 대사간·병조 참의·우승지·좌승지 등 역임, 1602년 소모관(召募官)으로 경상도에 갔다가 유생들로부터 호색한다 하여 탄핵을 받고 오위부사직으로 좌천되었다. 그 후 복수사의 종사관으로 신립이 전사한 탄금대를 돌아보고 임진왜란 후의 민심을 달래고 성책(城柵)의 수축을 명했으며, 이듬해 동지부사로 명나라에 다녀왔다. 선조가 죽은 후 동치춘추관사로 《선조실록》의 편찬에 참여, 1611년(광해군 3) 예조 참판을 거쳐 도승지에 올랐다. 역학(易學)에 조예가 깊었다.

## 가족 관계
- 조부 : 김석(金錫)
- 조모 : 행주 기씨 - 기형(奇逈)의 딸[3]
  - 큰아버지 : 김충갑(金忠甲, 1515 ~ ?)
  - 고모 : 안동 김씨(1518 ~ ?) - 성주 이씨 수찬(修撰) 이휘(李煇)의 처
  - 큰아버지 : 김효갑(金孝甲, 1520 ~ ?)
  - 작은아버지 : 김인갑(金仁甲, 金仁甲, 1534 ~ ?)
    - 사촌 남동생 : 김시양(金時讓, 1581 ~ 1643)

  - 부친 : 김제갑(金悌甲, 1525 ~ 1592)
- 외조부 : 좌의정(左議政) 영평부원군(鈴平府院君) 윤개(尹漑, 1494 ~ 1566)
- 외조모 : 이천(李瑏, 1504 ~ ?)
  - 외삼촌 : 윤비(尹棐, 1522 ~ ?)
  - 외숙모 : 광주 이씨 - 증(贈) 판서(判書) 한평군(漢平君) 이성언(李誠彦)의 딸 
    - 외사촌 형 : 윤담휴(尹覃休, 1544 ~ 1585)
    - 외사촌 형 : 윤담무(尹覃茂, 1555 ~ 1598)
    - 외사촌 형 : 윤담연(尹覃衍, 1559 ~ ?)
    - 외사촌 형 : 윤문상(尹文祥, 1552 ~ ?)
    - 외사촌 여동생 : 윤난상(尹鸞祥, 1562 ~ ?)

  - 친모 : 윤효사(尹孝思, 1524 ~ ?)[4]
    - 친누나 : 김현상(金賢詳, 1544 ~ ?)
    - 친누나 : 김연상(金延祥, 1553 ~ ?)

  - 계모 : 전주 이씨(全州 李氏, 1548 ~ 1592) - 진천군(晉川君) 이옥정(李玉貞)의 딸[5]
    - 이복 남동생 : 김시백(金時伯, 1572 ~ 1592)
    - 이복 여동생 : 김경개(金景介, 1577 ~ ?)
    - 이복 여동생 : 김경진(金景進, 1585 ~ ?)
    - 정부인 : 남양 홍씨 - 익성군(益城君) 홍성민(洪聖民)의 딸
      - 적장녀 : 김적(金績, 1579 ~ ?)-죽산 박씨 정랑 박지장의 처

    - 측실 : 신종순(申終純) - 고령 신씨 증참판 신익(申榏)의 서장녀 
      - 서장남 : 김요(金繞)
      - 서장녀 : 김종(金綜, 1597 ~ ?)
      - 서차녀 : 김직(金織, 1599 ~ ?)